# Pablo Galimberti
Pablo Jaime Galimberti di Vietri (Montevideo, 8 de mayo de 1941), obispo católico uruguayo, fue obispo de San José de Mayo y es actualmente es obispo emérito de la diócesis de Salto.

## Biografía
Nace en Montevideo, el tercero de 6 hermanos. Ingresa al Seminario Mayor Interdiocesano en Montevideo, y asiste a clases en el Instituto Teológico del Uruguay. Estudia en la Pontificia Universidad Gregoriana de Roma entre 1965 y 1969, obteniendo la licenciatura en teología dogmática. Se desempeña como diácono en Saint Louis, Misuri, Estados Unidos durante unos meses en 1969, para volver a Uruguay, donde es ordenado sacerdote el 29 de mayo de 1971. 
Fue vicario cooperador en la parroquia Ntra. Sra. de los Dolores (Reducto), profesor de fenomenología de la religión y teología dogmática en el Instituto Teológico del Uruguay, director espiritual y formador en el Seminario Interdiocesano, donde fue nombrado Vicerrector en 1977.
Fue también Delegado Episcopal de la Comisión Nacional para los no-creyentes y consultor del Secretariado para los no-creyentes (Roma).
Desde la década del 70 ejerce su sacerdocio en la Institución Dalmanutá, dedicada a la dirección espiritual, fundada en 1980 por el jesuita Luis Pedro Montes y Ernesto Popelka.
El 12 de diciembre de 1983 fue nombrado obispo de la diócesis de San José de Mayo, y es ordenado el 18 de marzo de 1984 por el nuncio apostólico Franco Brambilla.
En su diócesis promovió la creación de Encuentro FM, emisora de radio católica.
En materia de derechos humanos, Galimberti tuvo una relevante participación en las investigaciones que llevaron a la aparición de Macarena Gelman, nieta del poeta argentino Juan Gelman. También se ofreció a tomar confesiones de acusados de delitos de represión y tortura.
Fue vicepresidente de la Conferencia Episcopal del Uruguay (1998-2000) y luego secretario general de la misma (2001-2003); y presidente (2004-2006). Ha sido copresidente de la Confraternidad Judeo–Cristiana de Uruguay y ha desempeñado otros varios cargos en la Conferencia Episcopal y también en el CELAM.
El 16 de mayo de 2006 fue nombrado obispo de la diócesis de Salto, debido a la renuncia de Daniel Gil Zorrilla por razones de edad. Al retirarse de San José, le fueron entregadas las llaves de la ciudad por el intendente municipal Juan Chiruchi, como reconocimiento a su notable actividad.
| Predecesor: Herbé Seijas | Obispo de San José de Mayo 1983-2006 | Sucesor: Arturo Fajardo |

| Predecesor: Daniel Gil Zorrilla | Obispo de Salto 2006-2018 | Sucesor: Fernando Miguel Gil Eisner |